# ایوایر فریرا
ایوایر فریرا (زادهٔ ۲۱ ژانویهٔ ۱۹۴۵ – درگذشتهٔ ۱۵ اوت ۲۰۲۴) که با نام ایوایر شناخته می شد، بازیکن فوتبال در پست مهاجم و هافبک اهل برزیل بود.